# Johnny Colla

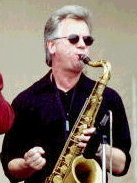
John Victor Colla tocando el saxofón en un escenario

John Victor Colla (Sacramento, California, 2 de julio de 1952) es un miembro fundador de la banda Huey Lewis & The News, tocando la guitarra y el saxofón. Se dice que ha estado involucrado en la escena musical en el Área de la Bahía de San Francisco por más de 25 años.
Una de las primeras bandas donde estuvo Colla fue Sound Hole, donde fue saxofonista, y dicha banda también contó con la presentación de Van Morrison en pocas ocasiones.
También ha grabado un álbum como solista titulado Lucky Devil, en donde en su música se perciben toques de R&B y muisca de los años 1950.